# Marie Uguay
Pour les articles homonymes, voir Uguay.
Marie Uguay est une poète québécoise née le 22 avril 1955 à Montréal, et morte le 26 octobre 1981 dans la même ville à l'âge de 26 ans. Son activité dans le domaine littéraire, bien que brève, est marquée par la publication de deux recueils de son vivant, en plus d'autres poèmes et d'un Journal à titre posthume.

## Biographie

### Enfance
Marie Uguay (née Lalonde) a vécu toute sa vie à Montréal dans le quartier de Côte-Saint-Paul, où elle est née le 22 avril 1955. Ses parents, Denise Uguay et Jacques Lalonde, tous deux issus d’un milieu modeste, y étaient établis depuis déjà une génération. 
L’enfance de Marie Uguay est centrée autour du noyau familial maternel, où son grand-père, César Uguay, exerce de l’ascendant sur toute la famille par la force de son caractère et sa détermination. Parti de rien mais passionné de musique, il réussit à changer sa condition de simple ouvrier d’usine pour celle de musicien, devenant professeur de musique dans différents collèges de Montréal. Il a une forte influence sur Marie Uguay, qui voit en lui la possibilité pour quiconque de changer sa condition à force de travail et de volonté, et de se réaliser à travers les arts. Toute son enfance est imprégnée de cet idéal qu’il incarne, elle qui se sent opprimée par l'idée d'un destin déterminé en étant une fille, et c'est pourquoi elle décide, en signe d'appartenance, de prendre son nom comme écrivaine.
Très tôt Marie Uguay est attirée par la lecture, et elle se met à son tour à écrire des histoires qu’elle illustre de dessins ou de collages. Des histoires comme celles qu'elle peut lire dans les livres de son âge et qui mettent en scène des princesses en quête d'amour ou de jeunes aventuriers intrépides avec le monde entier pour terrain de jeu. Elle les lit à ses amies, ou parfois même devant sa classe, et découvre le pouvoir de séduction que son jeune talent peut exercer sur les autres.

Mais elle délaisse peu à peu les aventures romanesques de son enfance et commence à écrire de la poésie vers l’âge de 15 ans, alors qu’elle étudie à l’école secondaire Esther-Blondin dans le quartier Saint-Henri à Montréal. Son intérêt ne se porte plus sur des histoires inventées, mais sur les mots eux-mêmes qui se mettent à vivre, à transmettre des émotions. 
« L’aventure n’a plus été celle des personnages, mais l’aventure est devenue celle des mots »

### Les premiers recueils
En septembre 1972, elle commence des études en lettres au collège Marguerite-Bourgeoys à Westmount, et c'est durant l'hiver suivant qu'elle entame la rédaction du recueil Signe et rumeur. Puis, à l’automne 1974, elle entreprend des études en communication à l'Université du Québec à Montréal, qu'elle abandonnera cependant avant la fin de sa deuxième année. C'est cette année-là, en octobre 1975, qu'elle y rencontre Stéphan Kovacs, étudiant dans la même faculté, qui collaborera au fil des ans à ses publications et demeurera son compagnon jusqu’à la fin de sa vie. Or, quelques mois plus tôt, elle venait de recevoir une réponse favorable des Éditions du Noroît, à qui elle avait envoyé le manuscrit de Signe et rumeur, l'informant qu'il serait publié l'année suivante.
Au printemps 1976, son recueil Signe et rumeur est complètement achevé, et c'est l'esprit ouvert que Marie Uguay part pour trois mois aux Îles de la Madeleine, grâce à une bourse de création photographique obtenu par son compagnon Stéphan Kovacs. Elle est heureuse et épanouie, écrit, dessine, et c’est là-bas qu’elle ébauche les premiers poèmes de son deuxième recueil L’Outre-vie : des poèmes fortement influencés par le paysage maritime et les gens qui l’habitent. De retour à Montréal, son attention se portera  alors avec un regard neuf sur la ville et sur la condition des femmes. En novembre de la même année paraît Signe et rumeur.

### La maladie
Sa vie est cependant brutalement bouleversée au début de septembre 1977, tandis qu'elle apprend être atteinte d'un cancer virulent des os, et un combat acharné de deux mois à l'hôpital n'empêchera pas l'inconcevable : l’amputation d'une de ses jambes. Le cancer semble à tout le moins circonscrit, et elle sort de l’hôpital à la fin du mois de novembre, mais y retournera de façon intermittente afin de recevoir différents traitements préventifs. Lors de cette terrible épreuve, Marie Uguay trouve néanmoins la force d’écrire, et les poèmes qui en résultent sont ajoutés à son recueil L'Outre-vie, auquel elle donne une toute nouvelle tonalité.
Après ce combat pour sa survie et son intégrité physique, Marie Uguay est en convalescence à la maison, puis, au début de l'année 1978, en réadaptation pour réapprendre à marcher avec une jambe artificielle. Elle réussit à traverser cette période difficile, grâce à un rêve qu'elle a depuis toujours et qui pourra enfin se réaliser : un premier voyage en France, à Paris, prévu à la fin de l'été 1978. Avant son départ, elle finalise la rédaction de L’Outre-vie, qu’elle remet à son éditeur, et, pendant l’été, elle participe à une première lecture de poésie au Théâtre de l’Île d’Orléans, où sa prestation sur scène et la force de ses textes ont un écho immédiat.
Toutefois, ce voyage ne réussit pas à apaiser la meurtrissure profonde qu'elle porte en elle et qui est désormais un obstacle permanent à ses désirs. Paris est une ville qui se découvre à pieds et elle à du mal à suivre le rythme. Elle revient déçue, d'elle-même, de ses espoirs de conquête d'un lieu qu'elle avait sans doute trop idéalisé, n'écrivant d'ailleurs presque rien là-bas. À son retour, en décembre 1978, elle reçoit des traitements préventifs contre le cancer qui se poursuivront durant toute l'année suivante.

### Le dernier recueil
C'est au cours de l'été 1979 que prennent forme de nouveaux textes en prose qu'elle remanie en poèmes, ceux de son prochain recueil Autoportraits. Et l'automne de la même année sera marqué par la sortie de son recueil L'Outre-vie. Mais au début de 1980, l'apparition de métastases pulmonaires de son cancer des os occasionne des traitements plus intensifs et difficiles. Marie Uguay reste pourtant active, allant parfois au-delà de ses limites physiques, et elle participe à de nombreuses lectures de poésie où sa voix est toujours d'une présence exceptionnelle. Elle se distingue notamment à la Nuit de la poésie, et sa prestation fera partie du film réalisé lors de l’événement par Jean-Claude Labrecque et Jean-Pierre Masse pour l'ONF: La Nuit de la poésie 28 mars 1980.
À la fin de la même année, le cinéaste Jean-Claude Labrecque, impressionné par sa détermination et sa poésie, lui propose de faire un film entièrement sur elle. Une collaboration en ce sens se poursuivra tout au long de l’année 1981, pendant laquelle elle subit de fréquents assauts de sa maladie tout en poursuivant l’écriture de son recueil Autoportraits. De nouvelles complications de son état de santé menaceront cependant le projet de film, mais une série d’entretiens avec l’écrivain Jean Royer sont tout de même tournés in extremis en septembre. Un mois plus tard, le 26 octobre 1981, Marie Uguay meurt à l’hôpital.

### Reconnaissance posthume
Au printemps de l'année suivante paraît son dernier recueil, Autoportraits, et a lieu également la sortie du film Marie Uguay, réalisé par Jean-Claude Labrecque, qui contribue grandement à faire connaître sa vie et son œuvre. Lors de la même année, la maison de la culture du Sud-ouest de Montréal, quartier où Marie Uguay a toujours vécu, est baptisée en son honneur, et elle reçoit pour son œuvre, à titre posthume, la médaille de la Fondation Émile-Nelligan,.

Marie Uguay est souvent perçue comme une « étoile filante » par sa brève mais fulgurante ascension dans le paysage littéraire québécois. Avec seulement deux recueils publiés de son vivant, ainsi qu’un dernier recueil posthume, il est rare qu’une œuvre ait autant de résonance. Et pourtant, en quelques années de création, Marie Uguay a réussi à délimiter un espace spécifique dans l’histoire de la poésie du Québec. Son destin tragique y a peut-être été pour quelque chose, mais l’essentiel ne se situe pas là. L'authenticité de sa démarche artistique, son travail rigoureux sur la langue, ont su transgresser sa réalité biographique et trouver écho auprès de nombreux lecteurs. Car la poésie de Marie Uguay ne joue pas d'artifice, elle parle avec simplicité et précision du moment vécu, et sa pensée maintient toujours une capacité d’émerveillement, une disponibilité au quotidien et à l’autre, malgré le drame qui l’afflige. Michel Beaulieu écrivait peu de temps avant sa mort : 
« Marie Uguay appartient désormais à l’histoire. Avec le temps, sa voix ne fera que s’amplifier. Les circonstances tragiques de sa brève existence auront sans doute contribué à sa rapide maturation, mais il n’en reste pas moins qu’elle nous aura légué une œuvre capitale».
Depuis son décès en 1981, l'œuvre de Marie Uguay n'a cessé de susciter l'intérêt et de rester vivante. En font foi les nombreux hommages qui lui ont été rendus au fil des années et la réédition constante de ses poèmes. Et, en 2005, plus de vingt ans après sa mort, la publication de son Journal, témoignant des dernières années de sa vie, ainsi que de Poèmes, regroupant tous ses recueils précédents auxquels ont été ajoutés Poèmes en marge et Poèmes en prose, ont été possibles grâce au travail éditorial de Stéphan Kovacs, venant ainsi compléter son œuvre.

## Œuvres

### Signe et rumeur
Signe et rumeur, le premier recueil de Marie Uguay, est composé d'une soixantaine de courts poèmes calligraphiés avec des dessins de l'auteure. Il y a trois thèmes centraux dans le recueil : « l'omniprésence de la nature, l'attention accordée au passage du temps, à travers le cycle des saisons, et la relation amoureuse avec le "tu" souvent vue au travers du "nous" ». Outre la description de l'environnement et du paysage, la nature comme thème révèle également une analogie entre l'extérieur et l'intérieur. Cela s'exprime par une introspection qui mène finalement à une identification. Il y a alors une « tension entre la reconnaissance de l'altérité perçue au travers de la nature et le désir de communier aux mêmes forces de vie. Or, cette tension se résout de façon harmonieuse dans l'écriture, grâce au climat d'intimité qui règne entre le Je et la nature ».

### L'Outre-vie
L'Outre-vie comprend une quarantaine de poèmes, la plupart beaucoup plus longs que ceux de Signe et rumeur, et constitue aussi une rupture sur différents niveaux par rapport à son premier recueil. Plusieurs thèmes y sont repris, mais investis autrement. Par exemple, la nature « demeure plus que jamais un reflet des émotions que vit le sujet, mais a perdu son rôle apaisant ». Cette rupture dans son œuvre est vraisemblablement liée à son diagnostic de cancer et de l'adaptation à cette nouvelle réalité. Le thème du temps est aussi fort présent à travers le texte. Or, le temps subit un traitement similaire à celui de la nature : alors que la posture adoptée face au passage du temps dans Signe et rumeur était plutôt contemplative, elle devient plus individuelle et tournée vers soi, où le sujet « divise le temps pour essayer d'avoir prise sur lui »
Un autre thème important est celui de la société, surtout telle qu'elle se manifeste par la présence de la ville, « qui devient presque un personnage » tant elle prend de l'importance à travers le recueil, à la différence de Signe et rumeur où la nature domine. L'espace urbain revient en effet dans de nombreux poèmes de L'Outre-vie et fait coexister la culture et la nature qui, « loin d'être en opposition, s'unissent continuellement et créent une tension poétique ».

### Autoportraits
Autoportraits est le dernier recueil de Marie Uguay, mais publié de manière posthume. Il contient une trentaine de poèmes sensiblement de la même longueur et présentés dans une forme plus dépouillée et régulière. La critique littéraire se met d'accord pour dire qu'il s'agit de son recueil le plus abouti. À cet effet, André Brochu écrit dans la revue Voix et images,  que les  « poèmes d’Autoportraits comportent un pas de plus vers la maturité, qui se traduit par une aisance et une netteté de propos plus grandes que dans L’Outre-vie, et une poignante sérénité qui provient d’un regard en partie dégagé du train des choses »
Les thèmes récurrents dans les recueils précédents se retrouvent également dans Autoportraits. On y trouve aussi le motif de l'immobilité, qui semble revenir sur l'échec d'un amour dans lequel l'immobilité a triomphé sur la possibilité de le sauver. L'absence de l'être aimé parsème l'entièreté du recueil et l'instance poétique s'adresse constamment au « tu », alors que dans Signe et rumeur et L'Outre-vie cette adresse se faisait par intermittences. De plus, la nature est toujours une grande inspiration pour Marie Uguay : « Des images admirables de simplicité et d'inattendu témoignent de cette maîtrise. Ici encore la vive sensibilité, ensemble sentiment et sensation, amour et désir, se mire dans une nature amie qui lui prête ses mots, ses images, ses élans, conférant au poème fraîcheur et intégrité »

### Poèmes en margeetPoèmes en prose
Ces deux assemblages de poèmes n'ont jamais été publiés en recueil, mais ajoutés à son œuvre poétique, Poèmes, au même moment que la publication du Journal en 2005. Tous ont été écrits dans la même période que le recueil Autoportraits, et leur sélection a été effectuée par Stéphan Kovacs qui les a assemblés dans l'ordre chronologique de leur rédaction. Les trente Poèmes en marge s'apparentent aux poèmes d'Autoportraits par leur manière et leur forme, tandis que la vingtaine de Poèmes en prose sont de facture différente et plus intimement reliés à la réalité immédiate de Marie Uguay. Chacun des assemblages ne forme pas un tout structuré comme les recueils précédents, mais il y a quand même une cohérence unifiante. L’expression de la poète est plus directe dans ces poèmes, plus explicative, et le désir amoureux est ce qui motive principalement cette écriture, il est  le moteur de cette production poétique.

## Postures d'auteur
Les entretiens avec Jean Royer en 1981, dans le film Marie Uguay de Jean-Claude Labrecque, et le Journal, rendu public plusieurs années après sa mort en 2005, par son compagnon Stéphan Kovacs, contribuent ensemble à dresser un portrait de Marie Uguay en tant qu’auteure et à comprendre son évolution.

### Entretiens
Au cours de ces entretiens, elle adopte une posture d’humilité en opposition à l'identité d'elle-même plus jeune. Elle qualifie le style de cette identité comme étant plutôt juvénile et exalté, avec un univers personnel intense à transmettre, et qu'elle identifie au temps des recueils Signe et rumeur et L'Outre-vie. Cette vision de soi l’a quittée pour faire place à des intentions de plus en plus exigeantes et rigoureuses, mais sans prétention. Elle dit écrire de moins en moins au fur et à mesure de sa maturation poétique.
La maladie a imposé une urgence de vivre, mais ce n'est pas ce qui la pousse à écrire, bien au contraire. Depuis son diagnostic, elle sent le temps s’accélérer, elle essaie davantage de vivre le temps présent, ce qui, contre-intuitivement, lui fait rendre compte que le temps lui échappe. Cela la tourmente beaucoup et la pousse à rechercher une certaine immobilité dans le poème pour saisir l’instant présent et surmonter l’angoisse qui l'accable. Sa condition médicale affecte sa capacité de déplacement, ce qui touche les thèmes abordés dans sa poésie. C’est à partir de la lecture de Rousseau, Proust et Colette, qu’elle dit être amoureuse avec la langue française. Plus spécifiquement, sa lecture de Rousseau lui a permis d'exacerber l’attention qu’elle porte au monde qui l’entoure et sa façon de le ressentir, ce qui se manifeste très distinctement dans son écriture.
L’écriture est pour elle un lieu d’émancipation, où tout peut être dit avec la même intensité que le ressenti, ce que l'entourage immédiat ne peut offrir. L'écriture a le pouvoir de transformer le monde, et constitue un besoin essentiel. Elle décrit son parcours poétique comme un passage de la naïveté à la désillusion. L’exploration du réel par l’entremise du rêve occupe une dimension importante. Le poème doit avoir comme but de voir la vie autrement, presque comme un rêve. Le désir amoureux est central, car il aide à se distancier des convenances et des conventions. Marie Uguay se montre excessivement idéaliste. Elle refuse la conformité, elle veut devenir qui elle a envie d'être, non pas ce que les autres veulent qu'elle soit, et prononce un rejet de la certitude, car pour elle l’incertitude est plus douloureux mais ouvre des possibilités.

### Journal
Bien que le Journal ne fût pas destiné à être publié, il accompagne maintenant l'œuvre de Marie Uguay et met au jour des éléments important de la poétique de l'autrice. Il débute en novembre 1977, alors qu'elle vient tout juste de quitter l'hôpital après l'amputation de sa jambe droite, et prend fin quelques jours avant sa mort, en octobre 1981.
Établi, annoté et présenté par Stéphan Kovacs, « sa configuration est toutefois particulière, en ce sens qu’il n’est pas un objet isolé mais intégré à son travail poétique, s’inscrivant dans un processus global d’écriture : celui de la rédaction des derniers poèmes de L’Outre-vie, mais plus particulièrement de toute la gestation puis de la création des poèmes d’Autoportraits, qui, par définition, rejoignent l’essence même du journal. Couvrant les quatre dernières années de sa vie, le document original se composait d’une douzaine de cahiers de formats variés où s’élaborait tout son travail d’écrivain : sa poésie principalement, entremêlée d’écrits autobiographiques sur l’écriture, sur ses désirs, ses réflexions – un lieu unique où s’écrit son œuvre, sa vie ».
Le Journal est empreint d’une réflexion autour de l’écriture et constitue un tout cohérent, marqué par une logique reliée au reste de l’œuvre poétique. Marie Uguay est forcée dans une position d’attente liée à sa perte d’autonomie. Elle confesse son amour secret pour Paul, son médecin. Amour impossible, puisque Paul est marié et plus âgé. Il incarne la possibilité de guérison, et le désir de Paul suscite une forte inspiration pour l’écriture du journal intime,. La représentation de la ville de Montréal y occupe également une place importante.
L'écriture du journal est marquée par le refus de laisser la maladie dicter à la diariste comment elle doit mener son existence. La thématique du désir amoureux est centrale au Journal. Le réel est associé à la mort, et l'imagination à la vie. Le for intérieur est le sanctuaire de la poète, où le possible se multiplie et fait jaillir l'espoir, en opposition au désespoir que lui impose sa condition médicale . Le journal est le lieu textuel qui permet à Marie Uguay d'explorer les profondeurs de sa subjectivité, et de recomposer son identité éclatée par les bouleversements causés par la maladie.

## Publications

### Recueils en édition originale
- Signe et rumeur, calligraphie et dessins de l’auteur, Saint-Lambert, Éditions du Noroît, 1976, 75 p.  (ISBN 978-0-88524-016-6)
- L’Outre-vie, avec six photographies de Stéphan Kovacs, Saint-Lambert, Éditions du Noroît, 1979, 86 p.  (ISBN 978-2-89018-034-5)
- Autoportraits, avec des photographies de Stéphan Kovacs, Saint-Lambert, Éditions du Noroît, 1982, 78 p. (posthume)  (ISBN 978-2-89018-062-8)

### Recueils regroupés
- Poèmes (comprenant Signe et rumeur, L’Outre-vie, Autoportraits et Poèmes inédits), avant-propos de Jacques Brault, Saint-Lambert, Éditions du Noroît, 1986, 207 p.  (ISBN 978-2-89018-136-6)
- Poèmes (comprenant Signe et rumeur, L’Outre-vie, Autoportraits et Derniers poèmes), Saint-Hippolyte, Éditions du Noroît, 1994, 155 p.  (ISBN 978-2-89018-310-0)
- Poèmes (comprenant Signe et rumeur, L’Outre-vie, Autoportraits ainsi que Poèmes en marge et Poèmes en prose), avant-propos de Jacques Brault, Montréal, Éditions du Boréal, 2005, 212 p.  (ISBN 978-2-7646-0421-2)

### Journal
- Journal, texte établi, annoté et présenté par Stéphan Kovacs, Montréal, Éditions du Boréal, 2005, 331 p.  (ISBN 978-2-7646-2378-7)

### Entretiens
- Marie Uguay, la vie la poésie, entretiens avec Jean Royer, éd. limitée à 120 exemplaires, texte tiré de l'entrevue de Jean Royer avec Marie Uguay dans le film de Jean-Claude Labrecque, Montréal, Éditions du Silence, 1982, 36 feuillets,  (ISBN 2-92018-004-5)
- Écrivains contemporains. Entretiens 2: 1977-1980, par Jean Royer, Montréal, Éditions de l'Hexagone, 1983,  (ISBN 978-2-89006-220-7)
- Écrivains contemporains. Entretiens 4: 1981-1986, par Jean Royer, Montréal, Éditions de l'Hexagone, 1987,  (ISBN 978-2-89006-255-9)

## Filmographie
- La Nuit de la poésie 28 mars 1980 par Jean-Pierre Masse et Jean-Claude Labrecque, Montréal, Office national du film du Canada, 1980.
- Marie Uguay, par Jean-Claude Labrecque, Montréal, Office national du film du Canada, 1982.

## Sources bibliographiques
- Stéphan Kovacs, Chronologie, dans Poèmes et Journal, Montréal, Les Éditions du Boréal, 2005
- Stéphan Kovacs, extraits des textes accompagnant l'exposition «Marie Uguay - À la vie à la poésie», présentée à la Maison de la culture Marie-Uguay lors de son 25e anniversaire, Montréal, octobre 2007.
- Mylène Durand, « Marie Uguay et Saint-Denys Garneau, au bord du vide », Conserveries mémorielles, no 7,‎ 2010 (lire en ligne).
- Ariane Grenier-Tardif, « L’expérience de l’amour dans le Journal de Marie Uguay, entre aliénation et émancipation », Studies in Canadian Literature / Études en littérature canadienne, vol. 44, no 1,‎ 2019, p. 198-217 (lire en ligne).
- Élisabeth Chevalier, « Du poème au journal. Espoir et “tragique quotidien” chez Marie Uguay », Études françaises, vol. 59, no 3,‎ 2023, p. 123-142 (lire en ligne).